# Вижънс ъф Атлантис
Вижънс ъф Атлантис (на английски: Visions of Atlantis) е австрийска симфонична метъл група от провинция Щирия. Групата, създадена през 2000 г., редува сопран и мъжки глас. През лятото на 2001 г. групата подписа договор с немския лейбъл TTS Media Music/Black Arrow Productions, след което записва първия си албум, озаглавен Eternal Endless Infinity, който е издаден през лятото на 2002 г. Вторият им албум, Cast Away, е публикуван през ноември 2004 г.
Вижън ъф Атлантис стабилизира състава си и издава третия си албум, Trinity, на 28 май 2007 г. в Европа и на 7 юни в Съединените щати. Четвъртият албум, озаглавен Delta, е издаден в началото на 2011 г., последван от пети албум, Ethera, през 2013 г. THE29 април 2016 г, групата издава EP Old Routes – New Waters, което събира любими на феновете песни от първите им три албума.

## Биография

### Дебют (2000 – 2002)
Групата е създадена през 2000 г. от общо увлечение по митове и легенди, свързани с Атлантида. Ето как Вернер Фидлер, Майк Корен, Кристиан Стани и Крис Кампър решават през август 2000 г. да работят върху концепция, вдъхновена от енигмите, породени от този мит. Малко след това към тях се присъединява Никол Богнър като вокал. В декември 2000 г, групата записва първо демо, озаглавено Morning in Atlantis, което се състои само от три парчета, последвано от първите им концерти, по-специално в първата част на групата Edenbridge.
Продължавайки в своята инерция, в средата на лятото на 2001 г. групата подписва договор с немския лейбъл TTS Media Music/Black Arrow Productions, след което записва първия си албум, озаглавен Eternal Endless Infinity, който излиза през лятото на 2002 г. След това Вижън ъф Атлантис правят турне с групите Katatonia, Finntroll, Edenbridge и Nightwish и участват в няколко фестивала в Европа, както и в Южна Корея и Латинска Америка.

### Cast Away et Trinity (2003 – 2009)
През лятото на 2003 г. Кристиан Стани и Крис Кампър напускат групата и са заменени от вокалиста Марио Планк и кийбордиста Миро Холи. Тогава групата подписва нов договор с Napalm Records. През 2004 г. Вижън ъф Атлантис отново участват в много фестивали в Европа, споделяйки сметката с групи като Helloween и Stratovarius. Вторият им албум, Cast Away , е издаден през ноември 2004 г. Новият им лейбъл ремастерира и дебютния им албум, който излиза с нова корица. Никол Богнър напусна групата през 2005 г. по лични причини и е заменен от Мелиса Ферлаак, докато Вернер Фидлер е заменен от Волфганг Кох. Миро Холи напуска групата малко след това и сега Мартин Харб, който вече е свирил с групата по време на турнето им през 2003 г., го замества на клавишните инструменти. Така че те отидоха отново на турне през 2006 г. за тяхното турне Romantic Darkness Tour с Xandria, след това свирят на фестивала Summer Breeze Open Air и Dokkém Open Air, след което тръгват на турне в Китай.
Вижън ъф Атлантис намира своето окончателно формиране и издава третия си албум, Trinity, на 28 май 2007 г. в Европа и 7 юни в Съединените щати. Обложката на последния е направена от Антъни Кларксон и този албум се казва Trinity. Те също ще започнат дълго турне, особено в Съединените щати, страната на произход на Мелиса. В края на 2007 г. Мелиса Ферлаак (вокали) и Волфганг Кох (китара) напускат групата. Вернер Фидлер, бивш китарист на групата, след това се завърна във Вижън ъф Атлантис. THE1 февруари 2009 г, групата обявява новата си певица Joanna Nieniewska, която поема поста от бившата певица Мелиса Ферлаак.

### Delta et Ethera (2010 – 2013)
През юли 2009 г. Maxi Nil поема управлението от Йоана Ниеневска. в март 2010 г, групата обявява влизането си в Dreamscape Studios в Мюнхен за запис на четвърти албум, планиран за края на 2010.. Албумът, озаглавен Delta, в крайна сметка е издаден в началото на 2011 чрез Napalm Records. Той излиза на 23 февруари в Испания, Финландия и Швеция ; THE25 февруари в Германия, Австрия, Швейцария, Италия и Бенелюкс; THE28 февруарив останалата част на Европа; и на 15 март в САЩ и Канада. Преди издаването на албума, групата пусна музикалния видеоклип към песента New Dawn.
В началото на 2012 г. бившата певица на групата Никол Богнер почива на 27-годишна възраст от тежко заболяване, с което се бори „дълго време “. През 2013 г. техният пети албум, Ethera, е издаден от лейбъла Napalm Records.

### The Deep & The Dark et Wanderers (2013)
The6 декември 2013 г, Томас Казер напълно реформира групата с пристигането на вокалите на Клементин Делони (ex- Whyzdom, Serenity, Melted Space) и Зигфрид Самер (Dragony) и Вернер Фидлер (китара), както и завръщането на Крис Кампър (клавишни) и Майкъл Корен (бас).
The29 април 2016 г, групата издава EP Old Routes – New Waters, което събира любими на феновете песни от първите им три албума. EP-то е записано, смесено и мастерирано от Франк Питърс в Silverlinemusic във Виена и издадено от Napalm Records.
През 2017 г. групата загуби Вернер Фидлер (китара), Крис Кампър (клавишни) и Майкъл Корен (бас), но Хърбърт Глос (Dragony, бас) и Кристиан Душа (китара) дойдоха да съживят групата. Групата обаче няма нов синтезатор. Новият състав отива в студиото в края на 2017 г., за да издаде албума The Deep & The Dark на 16 февруари 2018 г.
След дълги турнета със Serenity и Kamelot, както и няколко фестивала през 2018 г., групата издава първия си албум на живо The Deep & The Dark Live @ Symphonic Metal Nights на 16 февруари 2019 г., представяйки на публиката новия вокалист Микеле Гуайтоли (от италианската симфонична метъл група Temperance), който споделя водещата роля със Зигфрид Самер, сега Гуайтоли определено замества Самер в края на турнето Symphonic Metal Nights IV от края на 2018 г.
След това групата обяви 1 юли 2019 г. на който ще бъде издаден неговият седми албум Wanderers 30 август 2019 г. чрез Napalm Records. В албума отново ще участват Клементин Делони и Микеле Гуайтоли, споделящи своите вокални задължения.
По време на задържането, причинено от Covid-19, групата изважда 30 март 2020 г, акустична версия на песента им Nothing Last Forever.
През 2021 г. сингълът A Life Of Our Own на групата става златен в Чехия, това е първата им награда.
В началото на 2022 г. се ражда албумът Pirates, който отново дава гордост на Клементин и Мишел с много „култови“ песни като Melancholy Angel, Legions of the seas или дори Pirates will return През март 2023 г. групата издава албум на живо, записан през 2022 г. на фестивала Wacken Open Air.